# Radžputi
Radžput (iz sanskrta rājaputra, kar pomeni 'kraljev sin'), imenovan tudi Thakur, je velika večkomponentna skupina kast, sorodstvenih teles in lokalnih skupin, ki si delijo družbeni status in ideologijo genealoškega porekla, ki izvira iz Indijske podceline. Izraz Rajput zajema različne patrilinearne klane, ki so bili zgodovinsko povezani z bojevitostjo: več klanov zahteva status Radžputa, čeprav niso vse zahteve splošno sprejete. Po mnenju sodobnih učenjakov so skoraj vsi radžputski klani izvirali iz kmečkih ali pastirskih skupnosti.
Sčasoma so se Radžputi pojavili kot družbeni razred, ki je sestavljal ljudi iz različnih etničnih in geografskih okolij. Od 12. do 16. stoletja je članstvo v tem razredu postalo v veliki meri dedno, čeprav so se v kasnejših stoletjih nadaljevale nove zahteve po statusu Radžputa. Več kraljestev pod vladavino Radžputov je imelo pomembno vlogo v mnogih regijah osrednje in severne Indije od 7. stoletja dalje.
Radžputsko prebivalstvo in nekdanje radžputske države najdemo v severni, zahodni, osrednji in vzhodni Indiji ter južnem in vzhodnem Pakistanu. Ta območja vključujejo Radžastan, Delhi, Harjana, Gudžarat, Vzhodni Pandžab, Zahodni Pandžab, Utar Pradeš, Himačal Pradeš, Džamu, Utarakhand, Bihar, Madja Pradeš in Sindh.

## Zgodovina
Rajputi so ustanovili številna kraljestva od 6. stoletja v današnjem Radžastanu, Sauraštri (današnji Gudžarat) in delih Pakistana. Uspešno so se uprli islamski invaziji, ko so se muslimani razširili v Pandžab in dolino reke Ganges. Radžputi so ohranili svojo neodvisnost in sčasoma postali ena glavnih ovir za popolno muslimansko osvojitev Indije. Kasneje so njihove majhne dinastije vladale velikemu delu severne Indije. En radžputski vladar Gurdžare iz klana Čauhan, Prithvi Radž Čauhan, je bil še posebej znan po krvavih spopadih proti islamskim sultanatom. V začetku 14. stol je Sultan Alaudin Khildži iz dinastije Khildži (ki je vladala severni Indiji od 1290–1320) le za kratek čas osvojil kraljestvo Ajmer. Le petdeset let pozneje so Radžputi ponovno postavili svoje kraljestvo, tokrat pod Rano Hammirjem v Mevarju (Radžastan), in razširili svoj vpliv vse do Bengalije in Pandžaba s prestolnico v Gvaliorju. Radžputi so se upirali tako mogulskim cesarjem Humajunu kot njegovemu sinu Akbarju. Od leta 1558 do 1578 je divjala mogulsko-radžputska vojna, včasih odprta in včasih gverilska, v kateri so Radžputi osvobodili skoraj ves Mevar. Po hudih bojih v letih 1605-13 je cesar Džahangir sčasoma dosegel, da so Radžputi priznali mogulsko suverenost, medtem ko so ohranili neodvisnost Mevarja, ki so jo Radžputi ohranili do britanske vladavine.
Z Britanci so v 19. stoletju sklenili številne sporazume, s katerimi so sprejeli suverenost angleškega kralja. Od takrat je bilo njihovo območje znano kot Radžputana, vse do osamosvojitve Indije leta 1947 in ustanovitve države Radžastan.